# Jagna Dobesz
Jagna Dobesz – polska scenografka, kostiumografka, charakteryzatorka z Wrocławia. Laureatka Europejskiej Nagrody Filmowej za najlepsza scenografię oraz dwóch nagród za scenografię na Festiwalu Filmowym w Gdyni.
Studiowała rzeźbiarstwo na Akademii Sztuk Pięknych we Wrocławiu i w Warszawie. Pracowała jako scenografka przy oscarowym filmie Ida Pawła Pawlikowskiego, a także przy  Zjednoczonych Stanów Miłości Tomasza Wasilewskiego, oraz Fudze Agnieszki Smoczyńskiej, za którą dostała nagrodę na Nyskim Festiwalu Filmowym. Jej scenografia do filmu Sweat, szwedzkiego reżysera Magnusa von Horna z 2020 roku przyniosła jej nagrodę na Międzynarodowym Festiwalu Filmowym w Chicago.

## Życiorys
Uczyła się na wydziale rzeźby na Akademii Sztuk Pięknych we Wrocławiu u prof. Grażyny Jaskierskiej i Leona Podsiadłego. Później studiowała również na warszawskiej Akademii Sztuk Pięknych na wydziale rzeźby u prof. Adama Myjaka. Jej pierwszą pracą z filmem była pomoc przy realizacji filmu dokumentalnego o rzeźbiarce Alinie Szapocznikow dla TVP Kultura. Później rozpoczęła współpracę z teatrem m.in. z Anną Baumgart przy Teatrze Dramatycznym (Śmierć i dziewczyna wg Elfriede Jelinek) i Grzegorzem Jarzyną z Teatru Rozmaitości.
Pracę filmową na dobre rozpoczęła z Magdaleną Łazarkiewicz przy Maratonie Tańca w 2010. Później pracowała jako drugi scenograf przy Idzie Pawła Pawlikowskiego (2013), podobnie przy Ederly Piotra Dumały (2015) i Zjednoczonych Stanach Miłości Tomasza Wasilewskiego (2016). Jako główna scenografka pracowała przy Fudze Agnieszki Smoczyńskiej, za którą dostała nagrodę na Nyskim Festiwalu Filmowym. Związna jest również z produkcjami zagranicznymi, takimi jak High Life Claire Denis z 2018 roku jako production designer. Od 2015 współpracuje ze szwedzkim reżyserem Magnusem von Hornem, tworząc scenografię do jego filmów: Intruz i Sweat z 2020 roku. Za drugi film otrzymała nagrodę Srebrny Hugo na Międzynarodowym Festiwalu Filmowym w Chicago. Tworzy również scenografie do filmów krótkometrażowych – w 2019 do filmu Pustostan reż. Agaty Trzebuchowskiej, którą poznała przy realizacji filmu Ida.

## Styl
Upodobałam sobie kino, w którym scenografia staje się jednym z bohaterów. Mam duże szczęście, że mogę kreować świat w filmie, bardziej niż mogłabym to zrobić w kinie historycznym czy dokumentalnym. Stwarzać tło, które koresponduje z głównym bohaterem.
W swojej pracy scenograficznej Dobesz stara się tworzyć tło, które koresponduje emocjonalnie z bohaterem filmu i wspomaga interpretację, co nazywa "scenografią emocjonalną".  Przez współpracę z Katarzyną Sobańską i Marcelem Sławińskim przy Idzie, jej scenografia stała się bardziej strukturalna i organiczna, działająca na różne zmysły. W praktyce scenograficznej podkreśla szczególną współpracę z operatorem przy opowiadaniu historii obrazem. Dobesz twierdzi, że wykształcenie rzeźbiarki i doświadczenia w tej dziedzinie bardzo przydały jej się w pracy scenografa przez rozwinięcie wyobraźni przestrzennej. Jej filmowymi inspiracjami i ulubionymi filmowcami są m.in. Federico Fellini, Pedro Almodóvar i Sofia Coppola.

## Filmografia

### Filmy pełnometrażowe
- 2010: Maraton Tańca – współpraca scenograficzna
- 2011: Trzy Siostry T  – scenograf II
- 2011: Jak się pozbyć cellulitu – charakteryzacja[2]
- 2013: Ida – scenograf II
- 2014: Zbrodnia – scenograf II
- 2014: Zbliżenia – scenograf II
- 2014: Obietnica – scenograf II
- 2015: Efterskalv – scenografia
- 2015: Intruz – scenografia[1]
- 2015: Ederly – scenograf II
- 2016: Zjednoczone Stany Miłości – scenograf II
- 2016: Za niebieskimi drzwiami – scenograf II
- 2018: Dzień czekolady – dekoracja wnętrz, scenografia
- 2018: Atlas Zła, Kindler i dziewica – scenografia
- 2018: High Life  – scenografia
- 2018: Fuga – scenografia
- 2019: Ciemno, prawie noc – scenografia
- 2020: Sweat – dekoracja wnętrz, scenografia

### Filmy krótkometrażowe
- 2013: Gry – scenograf II
- 2017: Najpiękniejsze fajerwerki ever – scenografia
- 2017: Kobieta budzi się rano – scenografia
- 2019: Pustostan – scenografia
- 2020: Alicja i żabka – scenografia

### Seriale
- 2011: Głęboka woda – współpraca scenograficzna
- 2011–2013: Galeria – współpraca scenograficzna
- 2014-2016: Pielęgniarki – scenograf II
- 2016: Komisja morderstw, odc. 7-8, 11 – scenograf planu
- 2016: Druga szansa, s. 2, odc. 1-2 – scenograf II
- 2016: Wesele w kurnej chacie – scenografia

### Spektakle
- 2009: Śmierć i dziewczyna I-V. Dramaty księżniczek – asystentka scenografa[12]
- 2010: Toaleta Damska – scenografia, kostiumy
- 2010: Dotknięci – scenografia, kostiumy
- 2013: Skutki uboczne – współpraca scenograficzna
- 2014: Karski – scenograf II

## Odznaczenia i nagrody
- 2019 – Fuga, nominacja do nagrody WARTO[3]
- 2019 – Fuga, Nyski Festiwal Filmowy, nagroda za scenografię[10]
- 2020 – Sweat, Międzynarodowy Festiwal Filmowy w Chicago, Srebrny Hugo za scenografię[10]
- 2020 – Pustostan, nagroda WARTO w kategorii "film"